# BOWWOW
BOWWOW（バウワウ）は、日本のハードロックバンド 。また、英語表記での犬の鳴き声。以下解説はバンドに関する事項とする。
1976年に上野義美が名付けたBOW WOW（バウワウ）の名前でデビュー。1983年にギター兼ヴォーカルの斉藤光浩が脱退するまでオリジナルメンバー4人で活動を続けた。
新たにキーボードの厚見玲衣とヴォーカルの人見元基を加えて5人編成となり、1984年にバンド名をVOW WOW（ヴァウワウ）に変えた。その後ベーシストの交代が二度あり1990年に解散した。1998年からBOW WOWとして再結成、現在はBOWWOWと名乗って活動している。2010年にVOW WOWとしても再結成ライヴが二夜限りで披露された。
2014年よりBOWWOWは山本と斉藤の2人で活動する事を決定、バンド名も"BOWWOWのギター2人"という意味の「BOWWOW G2」となり、ライヴではメンバーに外道、SENSE OF WONDERの松本慎二（ベース）とLINDBERGの小柳"Cherry"昌法（ドラム）を迎え現在までライヴ活動を行なっている。

## 来歴

### BOW WOW
BOW WOW（バウワウ）は1975年に芸能プロダクション小沢音楽事務所系列のアルト企画のプロデューサー上野義美が自身の主導で売れるロック・バンド構想に合うメンバーを集めて作ったロック・バンドである。最初にアイドル・バンド、ドゥー・T・ドールのメンバーだった斉藤光浩と新美俊宏が選ばれた。上野の構想は斎藤をリード・ヴォーカルに据えたBCR系のアイドル・ロック・バンドだったが、リード・ギタリストに実力者を1人だけ入れてバンドの支柱とするアイデアもあった。その役割を担うべく選ばれたのが島根出身で当時プロギタリストを目指してネム音楽院（現・ヤマハ音楽院）に通っていた山本恭司である。山本の参加で、上野が期待した以上に本格派志向が強まり、未定のベーシストは山本の推薦を上野が吟味する形で選考が進められた。山本が推薦したベーシストには同じ音楽専門学校に通う渡辺建（ex. プリズム）もいたが、上野は「本格派過ぎてもいけない」と却下している。山本が故郷でセッションしたことのある佐野賢二が最終的に選ばれた。
バンドの基礎固めのため、山本が教師となって長期合宿による練習が敢行された。
デビュー準備期間中、上野のアイドル構想を雛型としながらバンドの可能性を探る試行錯誤が繰り返された。英詞曲の採用や山本がメインでヴォーカルを担当するといった当初の予定になかった選択もなされた。やがて若手天才ギタリストが率いる本格派ハードロックバンドという機軸ができ、その方向性が明確になった時に上野義美が協力を依頼したのが、当時、若手音楽評論家の渋谷陽一だった。
渋谷は自身がDJを務めていたNHK-FMの洋楽ロック専門番組『ヤング・ジョッキー』でレコードデビュー前のBOW WOWを紹介した。かけたのは英詞曲の「Heart's On Fire」で、かけ終わるまで日本のバンドと明かさなかった。全国のロックファンに初めて聴いてもらったことを理由に、山本はこの曲をライブ等で「デビュー曲とも言える曲」と紹介するのが通例となっている（デビューシングルは日本語詞の「ボリューム・オン」）。
主導権が所属音楽事務所にあるのは当然との認識を持ちつつ各メンバーがベストを尽くし続けていたというのが第1期の特に初期から中期の実態である。山本は当時を振り返るときには「事務所に洗脳されていた」と笑いながら語る。
- 1975年、山本恭司（ヴォーカル、リード・ギター）斉藤光浩（ヴォーカル、ギター）佐野"キンさん"賢二（ベース）新美俊宏（ドラム）の4人でバンドを結成。
- 1976年12月、アルバム『吼えろ!バウワウ』[3]『吼えろ!BOWWOW』でデビュー。
- 1977年7月、東映東京撮影所のスタジオでデビューコンサートを行う[3]。2nd『SIGNAL FIRE』リリース。12月、レコードデビュー[3]。3rd『CHARGE』リリース。
- 1978年1月、エアロスミスの初来日公演の前座を務める[3]。3月にはキッスの2度目の来日公演の前座を務める[3]。
- 1978年6月、ライヴ・アルバム『SUPER LIVE』リリース。
- 1978年9月ー10月、アメリカへレコーディングツアー[3]、12月、全曲日本語歌詞の4th『GUARANTEE』リリース[3]。ここからポップサウンドに変身[3]。ここから歌謡ロック路線になる。8月ビクターからトリオレコード傘下のSMSに移籍[3]。
- 1980年2月、5th『GLORIOUS ROAD』リリース。
- 1980年9月、アリス（当時）の矢沢透をプロデューサーに迎えた6th『TELEPHONE』リリース。
- 1980年11月、スーパーマリオラマ（特撮人形劇）『Xボンバー』のサントラ『組曲Xボンバー』リリース。
- 1981年4月、NWOBHMの煽りを受け、7th『HARD DOG』リリース（アートワークを担当したのはSMSレコードデザイン室勤務時代の安斎肇、後のソラミミスト）。Vapに移籍。
- 1982年4月、8th『ASIAN VOLCANO』リリース。この頃から海外でもバンドの名が知れ渡る。
- 1982年7月、スイスの音楽フェス『モントルー・ジャズ・フェスティバル』に日本代表として出演。
- 1982年7月 - 8月、新作レコーディングと『レディング・フェスティバル』出演の為にロンドンに滞在する。
- 1982年9月、9th『WARNING FROM STARDUST』リリース。
- 1983年春、ハノイ・ロックスと共に英国ツアーを行い、その時のツアーを収めた2枚目のライヴ・アルバム『HOLY EXPEDITION』を7月にリリース。
- 1983年11月21日、中野サンプラザ公演を最後に斎藤が脱退、BOW WOWの歴史に一旦幕が下りる（斎藤は田中一郎の後任としてARBに加入、田中一郎は甲斐バンドへ参加する）。

### VOW WOW
残された3人は1984年初頭、元NOIZの人見元基（ヴォーカル）と、BOW WOWのシングル盤「絆FOREVER」や、ツアーにサポート・メンバーとして参加していた厚見玲衣（キーボード）を正式メンバーとして迎える。5人編成になってからバンド名の頭文字がBからVに変更されているが、厚見によれば当時のメンバーがハマっていた野末陳平の書籍に姓名判断で「15画が良い」と書かれていたことから、山本の提案で12画の「バウワウ」から15画の「ヴァウワウ」に変え、更に「BOW WOW」という単語がイギリスでは可愛い鳴き声のニュアンスで伝わっていることがロックっぽくないという理由でBからVに変更したことも明かしており、更にメンバーが5人（Ⅴ）であることと「Victory」いう意味も含まれている。かくしてここに「VOW WOW」が誕生、世界を視野に入れた活動を開始した。しかし山本は、遠慮なく自己主張をするメンバーを迎えてそれまでになかったバンド運営の苦労を味わうことにもなった。「B」から「V」への変化は、山本が率いるツインギターを押し出した4人組のハードロックバンドから、圧倒的な歌唱力と英語力を誇るヴォーカリストとシンフォニックなキーボードを加えた正統派のハードロックを奏でる5人のミュージシャン集団への変貌でもあった。また、VOW WOWになってからは、BOW WOW時代の曲は一切演奏しないことを徹底している。
- 1984年6月、『V』としてのデビュー・アルバム『BEAT OF METAL MOTION』をリリース。人見の歌唱力と「B」時代とは違う楽曲が注目されるようになる。
- 1985年6月、東芝EMIのレーベルであるEASTWORLDに移籍と同時に、2nd『CYCLONE』をリリース。
- 1986年初頭には3rdアルバム『III』をリリース。このアルバムは、音楽雑誌『BURRN!』誌上で、音楽評論家の酒井康から94点という評価を得た。6月にはアメリカでベスト盤『SHOCK WAVES』をリリースし7月にはライヴ・アルバム『HARD ROCK NIGHT』をリリース。秋には拠点を日本から英国に移し、本格的に世界規模の活動展開をしていく。
- 1987年5月には「B」時代から支えてきた佐野が脱退、音楽業界から引退してしまう。後任にはホワイトスネイク〜ゲイリー・ムーアのニール・マーレイ(b)を迎え、新作のレコーディングに入る。
- 同年8月には『レディング・フェスティバル』に出演。出始めこそブーイングを受けたものの、最終的には拍手喝采を浴びる。9月には4th『V』をリリース。収録曲「DON'T LEAVE ME NOW」には元キング・クリムゾン - エイジアのジョン・ウェットンが参加。同曲は全英シングルチャートで3週間トップ100圏内に入って、最高83位に達した[6]。
- 同年10月1日、ニールを迎えてのバンド初の日本武道館凱旋公演を行う[7]。
- 1988年には英国での活動が認められ、『ミュージシャン・ユニオン』に加入する。11月には5th『VIBe』をリリース。
- 1989年2月には『VIBe』の英国版『HELTER SKELTER』をリリース、3月には同アルバムが全英アルバムチャートで75位に達した[8]。同年、VOW WOWでやれることはやり尽くしたと感じていたことと、当時ブラック・サバスのメンバーだった盟友コージー・パウエルから誘われたことで、ニール・マーレイが脱退、ブラック・サバスに加入の運びとなった。ニールの後任には元LIONS＆GHOSTSのマーク・D・グールドが加入。
- 1990年4月に（事実上ラストとなる）6thアルバム『MOUNTAIN TOP』をリリースするも、米国進出用に制作した自信作にもかかわらず米国のレコード会社との契約に結びつかず、同年末に解散を発表。この年の5月28日に行われた日本武道館でのコンサートが、事実上のラスト・コンサートになった。

### 新生BOW WOW
1991年に山本によって結成されたWILD FLAGを経て1995年に新生BOW WOWを結成する。メンバーは山本恭司（ギター）、堀江哲也（ヴォーカル）、八重樫浩士（ギター）、満園庄太郎（ベース）、満園英二（ドラム）。準備期間を十分にとった第1期のデビューとは違って、新レーベル発足の目玉としてバンドのネーミングと方向性とデビューライヴの日程がすでに決まっていて、それに間に合わせざるをえない感じで即戦力のあるメンバー選考が行われた。
活動休止中のWILD FLAGのリズム隊の参加も当初からあったアイデアではなく、メンバー選考が難航した結果の選択であった。新生メンバーならではの音楽的可能性を模索し、地方FM局の音楽番組などでロカビリータッチの演奏をアコースティックで披露したこともあった。その後ドラムは新美に替わって「新生」のニュアンスも薄れてしまい、1997年には活動休止となった。

### 再結成オリジナルBOW WOW
1997年、斎藤がPENICILLINのO-JIROのソロプロジェクトのプロデューサーを勤めており、そのプロジェクトに山本をゲスト参加させ、合間をぬってジャムセッションしたのをきっかけに1998年、山本、斎藤、新美の布陣で再結成を果たした。しかし、ベースの佐野はVOW WOW脱退後は音楽業界から完全に引退しており、再結成の誘いに応じなかった。ただし、ライヴやレコーディングの数曲でスペシャルゲスト枠での参加実績が何度かあり、限定的ではあるがオリジナルメンバー4人による演奏も披露されている。基本的に不在となるベースパートは、レコーディングでは山本や斎藤がこなしライヴでは元BARBEE BOYSのエンリケがサポートしていたが、やがてどちらもDAISUKEが務めるようになった。

### 一時的再結成VOWWOW
2009年12月25日にSHIBUYA-AXで「ATUMIC ROOSTER Presents "アックスの奇蹟〜Veritas ! One-night Wonder"」と題したセッションライヴが行われ19年振りにメンバー自身によりVOWWOWの曲を本格的に演奏する内容だったが、ライヴ当日までそのことは公表されなかった（メンバーが山本、人見、新美、厚見、サポートの堀川真理夫であることは公表されていた）。厚見が企画していたハードロックセッションシリーズの集大成として位置づけられ、当日に「ハードロックを演奏するための最高のメンバーを呼び寄せたらVOWWOWの顔ぶれになったので演奏曲もVOWWOWのレパートリーにした」との説明があった。
ただし、終演間際に「同年5月に他界した忌野清志郎が生前におさえていた会場（予定日）を使わせて貰った」と、厚見の思いが語られるとともに「解散ライヴをせずに解散したことが気になっていたのでこれを解散ライヴと思って欲しい」とも語られた。
翌年の2010年12月25、26日にSHIBUYA-AXで「“ヴァウの総て　All about VOW ”」と題した再結成ライヴが行われた。VOWWOW名義でチケットが一般に売り出された。1日目が「第一幕〜渡英前」、2日目が「第二幕〜渡英後」というコンセプトで行われ、それぞれ該当期の曲を中心にした演奏プログラムだった。
山本、人見、新美、厚見のオリジナルメンバーに、サポートベーシストとしてグレッグ・リー（2010年）が参加した。
会場では、前年の「ATUMIC ROOSTER Presents "アックスの奇蹟〜Veritas ! One-night Wonder"」を完全ノーカット収録したDVDが販売された。

### BOWWOW結成35周年から現在
2011年9月28日にバンド結成35周年を記念したボックス・セット『XXXV』（サーティー・ファイヴ）のリリースがバンド側から発表された。この作品に収録されている新曲3つが2014年1月30日に『KING OR QUEEN』としてシングル・カットされた。
2011年に行なわれたライヴ『BOWWOW SUPER LIVE』を最後に、新美が一身上の都合により活動を停止する。
2014年よりBOWWOWは山本と斉藤の2人で活動する事を決定、バンド名も"BOWWOWのギター2人"という意味の「BOWWOW G2」となり、ライヴではメンバーに外道、SENSE OF WONDERの松本慎二（ベース）とLINDBERGの小柳"Cherry"昌法（ドラム）を迎え現在も活動を行なっている。
BOWWOW G2 としては2014年、ゲーム"サイキックハーツ"のサポートソングとして山本、斉藤、そして山本の息子でドラマーの山本真央樹の3人でレコーディングされた「The Power Of The Darkness」が現在のところ唯一の音源となっている。
2023年5月27日、新美が癌のため死去。訃報は6月1日に山本の公式Twitterアカウントで発表された。
BOWWOW G2は2024年7月5〜8日にスウェーデンで開催された『TIME TO ROCK FESTIVAL』の3日目の7月7日にBOW WOW名義で出演し、大喝采を浴びた。
また6月29日と30日の両日、川崎クラブチッタにて山本、人見、厚見の3名に岡本郭男（ドラム）と永井敏己（ベース）をサポートに迎えたVOW WOWがデビュー40周年記念及び新美の一周忌追悼ライヴを行なう為に再結成、チケットは即完売になり大反響を呼んだ。
翌年2025年1月8日、9日には前年公演の追加公演的な位置付けとして東京ドームシティホールで公演“THE RETURN OF THE KING”の同一メンバーでの開催が発表された。

## 影響

### 与えた影響
メタリカのドラマーのラーズ・ウルリッヒはBOWWOWの熱狂的なファンである。『ROLLING STONE』誌の企画「ハードロック／ヘヴィメタル10選」にBOWWOWの曲「Silver Lightning」を選んでいる。またラーズは山本恭司と親交が深く、来日した際には必ず山本に連絡を取り、食事やセッションを行っている。なおラーズに限らず、カーク・ハメットもティーン時代にはBOWWOWの楽曲をコピーしていたという。
LaputaのギタリストKouichiが特に好きなバンドとしており、高校時代にはコピーバンドもしていたと語っている。

## ディスコグラフィ

### BOW WOW

#### シングル
|                               | 発売日                        | タイトル                       | c/w                            | 形態                          | 規格品番                      |
| ビクター音楽産業 / Invitation | ビクター音楽産業 / Invitation | ビクター音楽産業 / Invitation  | ビクター音楽産業 / Invitation  | ビクター音楽産業 / Invitation | ビクター音楽産業 / Invitation |
| ----------------------------- | ----------------------------- | ------------------------------ | ------------------------------ | ----------------------------- | ----------------------------- |
| 1st                           | 1976年12月20日                | Volume On                      | Theme Of Bow Wow               | EP                            | SV-6135                       |
| 2nd                           | 1977年6月25日                 | ROCK'N ROLL DRIVE              | STILL                          | EP                            | VIH-1005                      |
| 3rd                           | 1978年11月15日                | さびしい遊戯                   | ハリー&カレン                  | EP                            | VIH-1033                      |
| SMS                           |                               |                                |                                |                               |                               |
| 4th                           | 1979年9月25日                 | 欲しいのはおまえだけ           | 夜になっても遊び続けろ         | EP                            | SM06-35                       |
| 5th                           | 1980年1月25日                 | 忘れかけてたラブソング         | ラブ・ミー・テンダーを歌ってよ | EP                            | SM06-46                       |
| 6th                           | 1980年4月25日                 | レイニー・トレイン             | ラスト・ソング                 | EP                            | SM06-54                       |
| 7th                           | 1980年8月25日                 | Keep On Rockin'                | Rolling Night                  | EP                            | SM07-67                       |
| 8th                           | 1980年11月1日                 | ソルジャー・イン・ザ・スペース | 銀河漂流                       | EP                            | SM07-76                       |
| 9th                           | 1981年4月21日                 | 地獄のハンマー                 | Judas                          | EP                            | SM07-86                       |
| Vap                           |                               |                                |                                |                               |                               |
| 10th                          | 1982年5月21日                 | TAKE ME AWAY                   | IN MY IMAGE                    | EP                            | 10034-07                      |
| 11th                          | 1983年7月1日                  | 絆FOREVER                      | Midnight Yannight              | EP                            | 10087-07                      |

#### 海外限定シングル
|              | 発売日       | 販売地域     | タイトル     | c/w                   | 形態         | 規格品番     |
| ヘヴィメタル | ヘヴィメタル | ヘヴィメタル | ヘヴィメタル | ヘヴィメタル          | ヘヴィメタル | ヘヴィメタル |
| ------------ | ------------ | ------------ | ------------ | --------------------- | ------------ | ------------ |
| 1st          | 1983年       | イギリス     | You're mine  | Don't Cry Baby (Live) | EP           | HM INT 2     |

#### オリジナル・アルバム
|                               | 発売日                        | タイトル                      | 形態                          | 規格品番                      |
| ビクター音楽産業 / Invitation | ビクター音楽産業 / Invitation | ビクター音楽産業 / Invitation | ビクター音楽産業 / Invitation | ビクター音楽産業 / Invitation |
| ----------------------------- | ----------------------------- | ----------------------------- | ----------------------------- | ----------------------------- |
| 1st                           | 1976年12月20日                | 吼えろ!BOWWOW                 | LP                            | VIH-6009                      |
| 1st                           | 1991年6月21日                 | 吼えろ!BOWWOW                 | CD                            | VICL-2059                     |
| 1st                           | 2006年10月4日                 | 吼えろ!BOWWOW                 | CD                            | VICL-62116                    |
| 2nd                           | 1977年7月25日                 | SIGNAL FIRE                   | LP                            | VIH-6005                      |
| 2nd                           | 1990年8月21日                 | SIGNAL FIRE                   | CD                            | VICL-2037                     |
| 2nd                           | 2006年10月4日                 | SIGNAL FIRE                   | CD                            | VICL-62117                    |
| 2nd                           | 2017年3月8日                  | SIGNAL FIRE                   | CD                            | VICL-64739                    |
| 3rd                           | 1977年12月1日                 | CHARGE                        | LP                            | VIH-6013                      |
| 3rd                           | 1991年12月16日                | CHARGE                        | CD                            | VICL-2085                     |
| 3rd                           | 2006年10月4日                 | CHARGE                        | CD                            | VICL-62118                    |
| 4th                           | 1978年12月20日                | GUARANTEE                     | LP                            | VIH-6035                      |
| 4th                           | 2006年10月4日                 | GUARANTEE                     | CD                            | VICL-62120                    |
| 5th                           | 1980年2月25日                 | GLORIOUS ROAD                 | LP                            | VIH-6049                      |
| 5th                           | 2011年1月12日                 | GLORIOUS ROAD                 | CD                            | XQJX-1001                     |
| SMS                           |                               |                               |                               |                               |
| 6th                           | 1980年9月21日                 | TELEPHONE                     | LP                            | SM28-5059                     |
| 6th                           | 2011年1月12日                 | TELEPHONE                     | CD                            | XQJX-1002                     |
| 7th                           | 1981年4月21日                 | HARD DOG                      | LP                            | SM28-5073                     |
| 7th                           | 2011年1月12日                 | HARD DOG                      | CD                            | XQJX-1004                     |
| Vap                           |                               |                               |                               |                               |
| 8th                           | 1982年4月21日                 | ASIAN VOLCANO                 | LP                            | 30027-28                      |
| 8th                           | 2000年12月21日                | ASIAN VOLCANO                 | CD                            | VPCC-84506                    |
| 8th                           | 2011年9月7日                  | ASIAN VOLCANO                 | Blu-spec CD                   | XQJX-1020                     |
| 9th                           | 1982年9月21日                 | WARNING FROM STARDUST         | LP                            | 30041-28                      |
| 9th                           | 2000年12月21日                | WARNING FROM STARDUST         | CD                            | VPCC-84507                    |
| 9th                           | 2011年9月7日                  | WARNING FROM STARDUST         | Blu-spec CD                   | XQJX-1021                     |

#### ライヴ・アルバム
|                               | 発売日                        | タイトル                         | 形態                          | 規格品番                      |
| ビクター音楽産業 / Invitation | ビクター音楽産業 / Invitation | ビクター音楽産業 / Invitation    | ビクター音楽産業 / Invitation | ビクター音楽産業 / Invitation |
| ----------------------------- | ----------------------------- | -------------------------------- | ----------------------------- | ----------------------------- |
| 1st                           | 1978年6月25日                 | SUPER LIVE                       | LP                            | VIH-6022                      |
| 1st                           | 1991年6月21日                 | SUPER LIVE                       | CD                            | VICL-2060                     |
| 1st                           | 2006年10月4日                 | SUPER LIVE                       | CD                            | VICL-6211                     |
| Vap                           |                               |                                  |                               |                               |
| 2nd                           | 1983年7月21日                 | HOLY EXPEDITION 〜聖地への回帰〜 | LP                            | VPCC-84508                    |
| 2nd                           | 2000年12月21日                | HOLY EXPEDITION 〜聖地への回帰〜 | CD                            | VPCC-84508                    |
| 2nd                           | 2011年9月7日                  | HOLY EXPEDITION 〜聖地への回帰〜 | Blu-spec CD                   | XQJX-1022                     |

#### ベスト・アルバム
|                               | 発売日                        | タイトル                               | 形態                          | 規格品番                      |
| ビクター音楽産業 / Invitation | ビクター音楽産業 / Invitation | ビクター音楽産業 / Invitation          | ビクター音楽産業 / Invitation | ビクター音楽産業 / Invitation |
| ----------------------------- | ----------------------------- | -------------------------------------- | ----------------------------- | ----------------------------- |
| 1st                           | 1979年6月25日                 | THE BOW WOW                            | LP                            | VIH-6049                      |
| 1st                           | 2006年10月4日                 | THE BOW WOW                            | CD                            | VICL-62121                    |
| 東芝EMI / EASTWORLD           |                               |                                        |                               |                               |
| 2nd                           | 1986年11月2日                 | LOCUS 1976-1983 BOW WOW BEST SELECTION | LP                            | T17-1103/4                    |
| 2nd                           | 1986年11月2日                 | LOCUS 1976-1983 BOW WOW BEST SELECTION | CD                            | CA34-1131                     |
| 2nd                           | 1994年7月20日                 | LOCUS 1976-1983 BOW WOW BEST SELECTION | CD                            | TOCT-8412                     |

#### サウンドトラック
|     | 発売日         | タイトル      | 形態 | 規格品番  |
| SMS | SMS            | SMS           | SMS  | SMS       |
| --- | -------------- | ------------- | ---- | --------- |
| 1st | 1980年11月21日 | 組曲Xボンバー | LP   | SM25-5066 |
| 1st | 2011年1月12日  | 組曲Xボンバー | CD   | XQJX-1003 |

#### タイアップ曲
| 楽曲                           | タイアップ                                         | 収録作品                                   |
| ------------------------------ | -------------------------------------------------- | ------------------------------------------ |
| ソルジャー・イン・ザ・スペース | フジテレビ系『Xボンバー』オープニングテーマ        | シングル『ソルジャー・イン・ザ・スペース』 |
| 銀河漂流                       | フジテレビ系『Xボンバー』エンディングテーマ        | シングル『ソルジャー・イン・ザ・スペース』 |
| 絆FOREVER                      | 朝日放送・テレビ朝日系ドラマ『新ハングマン』主題歌 | シングル『絆FOREVER』                      |

### VOW WOW

#### シングル
|                     | 発売日              | タイトル                  | c/w                      | 形態                | 規格品番            |
| 東芝EMI / EASTWORLD | 東芝EMI / EASTWORLD | 東芝EMI / EASTWORLD       | 東芝EMI / EASTWORLD      | 東芝EMI / EASTWORLD | 東芝EMI / EASTWORLD |
| ------------------- | ------------------- | ------------------------- | ------------------------ | ------------------- | ------------------- |
| 1st                 | 1985年5月22日       | U.S.A. (Japanese Version) | Wanna Get Home           | EP                  | WTP-17717           |
| 2nd                 | 1987年7月22日       | DON'T LEAVE ME NOW        | Cry No More              | EP                  | WTP-17978           |
| 3rd                 | 1988年6月25日       | ROCK ME NOW               | TALKING 'BOUT YOU        | EP                  | RT07-2107           |
| 3rd                 | 1988年6月25日       | ROCK ME NOW               | TALKING 'BOUT YOU        | 8cmCD               | XT10-2019           |
| 4th                 | 1988年10月26日      | HELTER SKELTER            | YOU'RE THE ONE FOR ME    | EP                  | RT07-2204           |
| 4th                 | 1988年10月26日      | HELTER SKELTER            | YOU'RE THE ONE FOR ME    | 8cmCD               | XT10-2204           |
| 5th                 | 1990年3月7日        | TELL ME                   | I'M GONNA SING THE BLUES | 8cmCD               | TODT-2477           |

#### オリジナル・アルバム
|                     | 発売日        | タイトル             | 形態        | 規格品番   |
| Vap                 | Vap           | Vap                  | Vap         | Vap        |
| ------------------- | ------------- | -------------------- | ----------- | ---------- |
| 1st                 | 1984年6月21日 | BEAT OF METAL MOTION | LP          | 30144-28   |
| 1st                 | 1986年6月3日  | BEAT OF METAL MOTION | CD          | TOCT-8413  |
| 1st                 | 2006年9月6日  | BEAT OF METAL MOTION | CD          | TOCT-11124 |
| 1st                 | 2011年4月20日 | BEAT OF METAL MOTION | Blu-spec CD | XQJX-1007  |
| 東芝EMI / EASTWORLD |               |                      |             |            |
| 2nd                 | 1985年7月20日 | CYCLONE              | LP          | WTP-90331  |
| 2nd                 | 1985年7月20日 | CYCLONE              | CD          | CA34-1131  |
| 2nd                 | 1994年7月20日 | CYCLONE              | CD          | TOCT-8414  |
| 2nd                 | 2006年9月6日  | CYCLONE              | CD          | TOCT-11125 |
| 2nd                 | 2011年4月20日 | CYCLONE              | Blu-spec CD | XQJX-1008  |
| 3rd                 | 1986年1月22日 | III                  | LP          | WTP-90381  |
| 3rd                 | 1986年1月22日 | III                  | CD          | CA32-1211  |
| 3rd                 | 1994年7月20日 | III                  | CD          | TOCT-8415  |
| 3rd                 | 2006年9月6日  | III                  | CD          | TOCT-11126 |
| 3rd                 | 2011年4月20日 | III                  | Blu-spec CD | XQJX-1009  |
| 4th                 | 1987年9月5日  | V                    | LP          | WTP-90491  |
| 4th                 | 1987年9月5日  | V                    | CD          | CA32-1551  |
| 4th                 | 1994年7月20日 | V                    | CD          | TOCT-8417  |
| 4th                 | 2006年9月6日  | V                    | CD          | TOCT-11127 |
| 4th                 | 2011年5月25日 | V                    | Blu-spec CD | XQJX-1010  |
| 5th                 | 1988年11月6日 | VIBe                 | LP          | RT28-5321  |
| 5th                 | 1988年11月6日 | VIBe                 | CD          | CT32-5321  |
| 5th                 | 1994年7月20日 | VIBe                 | CD          | TOCT-8419  |
| 5th                 | 2006年9月6日  | VIBe                 | CD          | TOCT-11128 |
| 5th                 | 2011年5月25日 | VIBe                 | Blu-spec CD | XQJX-1011  |
| 6th                 | 1990年4月25日 | MOUNTAIN TOP         | CD          | TOCT-5656  |
| 6th                 | 1994年7月20日 | MOUNTAIN TOP         | CD          | TOCT-8420  |
| 6th                 | 2006年9月6日  | MOUNTAIN TOP         | CD          | TOCT-11129 |
| 6th                 | 2011年5月25日 | MOUNTAIN TOP         | Blu-spec CD | XQJX-1012  |

#### ミニ・アルバム
|                     | 発売日              | タイトル            | 形態                | 規格品番            |
| 東芝EMI / EASTWORLD | 東芝EMI / EASTWORLD | 東芝EMI / EASTWORLD | 東芝EMI / EASTWORLD | 東芝EMI / EASTWORLD |
| ------------------- | ------------------- | ------------------- | ------------------- | ------------------- |
| 1st                 | 1987年12月25日      | REVIVE              | LP                  | T18-5012            |
| 1st                 | 1987年12月25日      | REVIVE              | CD                  | CT20-5088           |
| 1st                 | 1994年7月20日       | REVIVE              | CD                  | TOCT-8418           |

#### ライヴ・アルバム
|                     | 発売日              | タイトル            | 形態                | 規格品番            |
| 東芝EMI / EASTWORLD | 東芝EMI / EASTWORLD | 東芝EMI / EASTWORLD | 東芝EMI / EASTWORLD | 東芝EMI / EASTWORLD |
| ------------------- | ------------------- | ------------------- | ------------------- | ------------------- |
| 1st                 | 1986年8月22日       | HARD ROCK NIGHT     | CD                  | CA32-1274           |
| 1st                 | 1994年7月20日       | HARD ROCK NIGHT     | CD                  | TOCT-8416           |
| 1st                 | 2006年9月6日        | HARD ROCK NIGHT     | CD                  | TOCT-11181          |

#### ベスト・アルバム
|                     | 発売日              | タイトル                       | 形態                | 規格品番            |
| 東芝EMI / EASTWORLD | 東芝EMI / EASTWORLD | 東芝EMI / EASTWORLD            | 東芝EMI / EASTWORLD | 東芝EMI / EASTWORLD |
| ------------------- | ------------------- | ------------------------------ | ------------------- | ------------------- |
| 1st                 | 1990年12月19日      | Legacy                         | CD                  | TOCT-5925/6         |
| 1st                 | 1994年7月20日       | Legacy                         | CD                  | TOCT-8421/2         |
| 2nd                 | 1996年4月10日       | TWIN BEST                      | CD                  | TOCT-9397/8         |
| 3rd                 | 2006年5月17日       | SUPER BEST 〜ROCK ME FOREVER〜 | CD                  | TOCT-26034          |

#### CD-BOX
|                                       | 発売日                                | タイトル                              | 形態                                  | 規格品番                              |
| EMIミュージック・ジャパン / EASTWORLD | EMIミュージック・ジャパン / EASTWORLD | EMIミュージック・ジャパン / EASTWORLD | EMIミュージック・ジャパン / EASTWORLD | EMIミュージック・ジャパン / EASTWORLD |
| ------------------------------------- | ------------------------------------- | ------------------------------------- | ------------------------------------- | ------------------------------------- |
| 1st                                   | 2007年9月26日                         | THE VOX                               | CD                                    | TOCT-26333                            |

#### ビデオ
全て2006年6月14日にDVDで再発。
- VISIONS（1985年）
- LIVE（1986年）
- LIVE IN THE U.K.（1989年）
- JAPAN LIVE 1990 AT BUDOKAN（1990年）

#### タイアップ曲
| 楽曲                     | タイアップ                     | 収録作品                       |
| ------------------------ | ------------------------------ | ------------------------------ |
| DON'T LEAVE ME NOW       | BRIDGESTONE『POTENZA』CMソング | シングル『DON'T LEAVE ME NOW』 |
| TELL ME                  | 昭和シェル石油 CMソング        | シングル『TELL ME』            |
| I'M GONNA SING THE BLUES | Victoria CMソング              | シングル『TELL ME』            |

### 新生BOWWOW

#### オリジナル・アルバム
|            | 発売日         | タイトル           | 形態       | 規格品番   |            |
| Oo RECORDS | Oo RECORDS     | Oo RECORDS         | Oo RECORDS | Oo RECORDS | Oo RECORDS |
| ---------- | -------------- | ------------------ | ---------- | ---------- | ---------- |
| 1st        | 1995年8月21日  | ＃0                | CD         | OOCO-3     |            |
| 2nd        | 1995年10月21日 | ＃1                | CD         | OOCO-5     |            |
| 3rd        | 1996年7月21日  | ＃2 LED BY THE SUN | CD         | OOCO-20    |            |

### 再結成BOWWOW

#### シングル
|          | 発売日        | タイトル      | c/w            | 形態     | 規格品番   |
| WILDLAND | WILDLAND      | WILDLAND      | WILDLAND       | WILDLAND | WILDLAND   |
| -------- | ------------- | ------------- | -------------- | -------- | ---------- |
| 1st      | 2003年8月25日 | ONE LAST TIME | SPINNING WHEEL | MAXI     | MARS-S8893 |
| 2nd      | 2014年1月30日 | KING OR QUEEN | SILVER TRAIN   | MAXI     | MARS-S8897 |
| 2nd      | 2014年1月30日 | KING OR QUEEN | DRAGON'S HEAD  | MAXI     | MARS-S8897 |

#### オリジナル・アルバム
|                 | 発売日          | タイトル         | 形態            | 規格品番        |
| east west Japan | east west Japan | east west Japan  | east west Japan | east west Japan |
| --------------- | --------------- | ---------------- | --------------- | --------------- |
| 1st             | 1998年5月25日   | BACK             | CD              | AMCY-2750       |
| WILDLAND        |                 |                  |                 |                 |
| 2nd             | 1999年7月18日   | ANCIENT DREAMS   | CD              | MARS-8888       |
| 3rd             | 2000年12月20日  | Beyond           | CD              | MARS-8890       |
| 4th             | 2001年7月7日    | ANOTHER PLACE    | CD              | MARS-8891       |
| 5th             | 2002年2月15日   | WHAT'S GOING ON? | CD              | MARS-8892       |
| 6th             | 2005年11月11日  | ERA              | CD              | MARS-8895       |

#### ライヴ・アルバム
|          | 発売日         | タイトル            | 形態     | 規格品番  |
| WILDLAND | WILDLAND       | WILDLAND            | WILDLAND | WILDLAND  |
| -------- | -------------- | ------------------- | -------- | --------- |
| 1st      | 1999年12月20日 | LIVE EXPLOSION 1999 | CD       | MARS-8889 |
| 2nd      | 2005年10月12日 | SUPER LIVE 2004     | CD       | MARS-8894 |

#### ベスト・アルバム
|          | 発売日        | タイトル               | 形態     | 規格品番  |
| WILDLAND | WILDLAND      | WILDLAND               | WILDLAND | WILDLAND  |
| -------- | ------------- | ---------------------- | -------- | --------- |
| 1st      | 2008年5月31日 | THE BOWWOW 2 DECENNIUM | CD       | MARS-8896 |

#### CD-BOX
|                | 発売日         | タイトル       | 形態           | 規格品番       |
| POLYSTAR SONGS | POLYSTAR SONGS | POLYSTAR SONGS | POLYSTAR SONGS | POLYSTAR SONGS |
| -------------- | -------------- | -------------- | -------------- | -------------- |
| 1st            | 2011年9月28日  | XXXV           | Blu-spec CD    | XQJX-91043     |